# Лоренцо Тео
Лорецо Тео (фр. Lorenzo Tehau, нар. 10 квітня 1989, Фаа'а) — таїтянський футболіст, півзахисник клубу «Тефана» та національної збірної Таїті.
Належить до великої футбольної родини — брат-близнюк Альвена Тео, молодший брат Джонатана Тео та двоюрідний брат Теаоньї Тео — також гравців збірної команди Таїті.

## Клубна кар'єра
Народився 10 квітня 1989 року в місті Фаа'а. Вихованець футбольної школи клубу «Тефана». Дорослу футбольну кар'єру розпочав 2009 року в основній команді того ж клубу, кольори якої захищає й донині.

## Виступи за збірні
2009 року  залучався до складу молодіжної збірної Таїті. На молодіжному рівні зіграв у 3 офіційних матчах.
2010 року дебютував в офіційних матчах у складі національної збірної Таїті. Наразі провів у формі головної команди країни 20 матчів, забивши 7 голів.
У складі збірної був учасником кубка націй ОФК 2012 року, що проходив на Соломонових Островах і на якому таїтянці вперше в історії здобули титул переможця турніру. Брав участь у розіграші Кубка конфедерацій 2013 року в Бразилії.

## Досягнення
- Володар Кубка націй ОФК: 2012